# Daglelies
Daglelies is de gangbare term die wordt gebruikt voor soorten en cultivars van het geslacht Hemerocallis. De bloemen van de plant zijn vrij divers van kleur en vorm, meestal gekweekt door liefhebbers van deze planten. Bijgevolg loopt het aantal cultivars tot in de duizenden.
De botanische naam Hemerocallis is afgeleid van het Oudgrieks: ἡμέρα (hēméra) betekent dag en καλός (kalós) betekent mooi. De meeste bloemen openen zich bij zonsopgang.
De planten zijn oorspronkelijk afkomstig uit Europa, China, Korea en Japan, maar zijn nu verspreid over de hele wereld.

## Soorten
Er bestaan achttien erkende soorten binnen het geslacht, waaronder twee hybrides. Daarnaast bestaat er een breed aantal cultivars. De soorten zijn:
- Hemerocallis citrina
- Hemerocallis coreana
- Hemerocallis darrowiana
- Hemerocallis dumortieri
- Hemerocallis × exilis
- Hemerocallis × fallaxlittoralis
- Hemerocallis forrestii
- Hemerocallis fulva
- Hemerocallis hakuunensis
- Hemerocallis lilioasphodelus
- Hemerocallis major
- Hemerocallis middendorffii
- Hemerocallis minor
- Hemerocallis multiflora
- Hemerocallis nana
- Hemerocallis plicata
- Hemerocallis thunbergii
- Hemerocallis yezoensis

Agrostocrinum · 
Arnocrinum · 
Caesia · 
Corynotheca · 
Dianella · 
Excremis · 
Geitonoplesium · 
Hemerocallis (Daglelies) · 
Hensmania · 
Herpolirion · 
Hodgsoniola · 
Johnsonia · 
Pasithea · 
Phormium · 
Simethis · 
Stawellia · 
Stypandra · 
Thelionema · 
Tricoryne